# Japonitata confragosa
Japonitata confragosa is een keversoort uit de familie bladkevers (Chrysomelidae). De wetenschappelijke naam van de soort werd in 1997 gepubliceerd door Yang & Li in Yang, Li, Zhang & Xiang.